# 幸せのかたち
『幸せのかたち』（しあわせのかたち）は、1998年9月2日に発売された西田ひかるの通算11枚目のオリジナル・アルバム。発売元はポニーキャニオン。

## 概要
先行シングル「pure/私は私」を含む久石譲によるプロデュース。「幸せが胸にある」は高橋克典とのデュエット。

## 収録曲
| #         | タイトル                                | 作詞       | 作曲       | 編曲       | 時間  |
| --------- | --------------------------------------- | ---------- | ---------- | ---------- | ----- |
| 1.        | 「pure」                                | 秋元康     | 久石譲     | 久石譲     | 4:19  |
| 2.        | 「ねぇ、歩きましょ」                    | 蓮水香     | 高野寛     | 森俊之     | 4:16  |
| 3.        | 「人魚になりたい」                      | 大江千里   | 大江千里   | 西脇辰弥   | 5:19  |
| 4.        | 「幸せが胸にある (Duet with 高橋克典)」 | 及川眠子   | 松本俊明   | 西脇辰弥   | 5:01  |
| 5.        | 「ひとり」                              | 伊藤裕子   | 上田知華   | 久石譲     | 4:26  |
| 6.        | 「愛されたこと。」                      | 和田琢磨   | 久石譲     | 久石譲     | 5:08  |
| 7.        | 「生きる!」                             | 大江千里   | 大江千里   | 窪田晴男   | 4:18  |
| 8.        | 「午後の浜辺で」                        | 及川眠子   | 山口美央子 | 山川恵津子 | 4:31  |
| 9.        | 「二人だけの時間」                      | 西田ひかる | 上田知華   | 山川恵津子 | 4:36  |
| 10.       | 「私は私」                              | 秋元康     | 久石譲     | 久石譲     | 4:05  |
| 合計時間: | 合計時間:                               | 合計時間:  | 合計時間:  | 合計時間:  | 45:59 |